# 텍스톰
텍스톰(Textom)은 텍스트마이닝 기술을 이용한 빅데이터 분석 솔루션으로 웹 환경에서 데이터를 수집, 정제하며 매트릭스 데이터 생성까지 처리할 수 있는 솔루션이다.
한국어, 중국어, 영어 등 다양한 언어의 데이터 수집, 정제 및 분석을 지원하며, 네이버, 다음, 구글, 바이두, 트위터, 페이스북 외 특정 사이트를 포함한 다양한 수집 채널을 지원한다.
수집데이터뿐만 아니라 보유데이터까지 처리 가능한 1-way 및 2-way 정제/분석 방법을 제공한다. 분석결과를 SPSS, UCINet, NodeXL, NetMiner, Pajek, Gephi 등 다양한 통계 분석 프로그램에 적용할 수 있다.
설문 조사의 데이터 수집 어려움을 극복하기 위해 개발되었으며 포털 사이트 및 소셜 미디어와 같은 다양한 채널에서 대량의 데이터를 수집하고 컴퓨터화된 정제 프로세스를 통해 네트워크를 분석하므로 데이터마이닝에 대한 강점이 있다.

## 개발 배경
소셜미디어와 빅데이터 환경에서 급변하는 트렌드와 이슈에 대응하는 Social BI 전략의 실행을 지원할 수단이 필요하였다.
또한, 광고 및 PR 등의 마케팅에 비해 웹과 소셜미디어를 통한 커뮤니케이션은 투자대비 수익률(ROI)에 대한 측정이 어렵기 때문에 소비자와의 소통에 많은 역량을 투입하는 많은 기업과 기관들은 ROI 측정 수단을 간절히 원하고 있었다.

## 역사

### The SCRM 서비스 시작(텍스톰의 전신)
2013년
- 한국어 기반 텍스트 빅데이터 분석 기능 개발
- 크롤러를 이용한 특정 사이트 데이터 수집 가능
- 수집 데이터 및 보유 데이터 정제 기능 개발
- 가정제 데이터 편집 및 저장 기능 개발
- 사전 학습을 통한 불용어 처리 기능 개발
- 1-mode, 2-mode 매트릭스 생성 기능 개발

### 텍스톰 1.0버전
2014년 6월
- 다국어 수집 기능 추가(영어, 중국어)
- TF-IDF 기능 추가
- N-gram 기능 추가

### 텍스톰 1.5버전
2015년 1월
- 사용자 정의 사전 기능 추가
- 전체 정제 및 타이틀 정제 기능 추가
- 가정제 데이터 편집 기능 개선

### 텍스톰 2.0버전
2015년 8월
- 에고(Ego) 네트워크 시각화 기능 추가
- 워드트리 시각화 기능 추가
- 서베이 기능 추가
- 정제모듈 추가(MeCab-ko)
- 개체명 인식 기능 추가

### 텍스톰 2.5버전
2018년 1월
- Customized Data 페이지 추가
- News Data 채널 추가
- Sentiment Analysis 기능 추가
- Visualization_Upload Data 기능 추가
- User Data 업로드 시 키워드 지정 기능 추가
- 수집, 분석 처리 속도 향상

### 텍스톰 3.0버전
2018년 12월
- 수집 무료화
- 분리정제 기능 추가
- 키워드필터링 기능 추가
- 중복제거 기능 추가
- Window-Size 기능 추가
- 분석품사 외국어, 숫자 추가
- 감성분석의 추가분석 기능 추가

### 텍스톰 3.5버전
2019년 9월
- 수집데이터 관리 기능 개선
- 수집량 시각화 제공
- 정제 단어 추천
- 상세품사 형태소 분석
- 형태소 분석 결과 미리보기
- 감성분석 기본 학습데이터 제공
- 키워드 기반 감성분석 추가
- 엣지리스트 제공

### 텍스톰 4.0버전
2020년 3월
- 토픽분석 기능 개선
- 감성분석 고도화
- 시각화 개선
- 수집 처리 속도 향상
- 자동정제 기능 추가
- 요금제 개편
- 바로편집하기 기능 개선
- 교육용 계정 제공

### 텍스톰 4.5버전
2020년 9월
- 키워드 미리보기 기능 제공
- TEXTOM Edu (교육용) 오픈
- 데이터 분석 속도 향상
- 빅데이터 아카데미/ 데이터 수집 요청/ 텍스톰 구축 소개 메뉴 추가
- 자동정제 기능 업그레이드
- 감성/ 토픽분석 설명 버튼
- 감성단어 빈도 분석 개선
- 감성단어 워드클라우드 추가
- LDA 토픽분석 정제데이터 다운로드 가능

### 텍스톰 5.0버전
2021년 3월
- 담론분석(Convergence analysis of iteration correlation) 기능 추가
- 시계열 분석 기능 추가
- 토픽단어 : 클러스터 유사단어 확인 제공
- 감성분석 차트 고도화
- TEXTOM Edu 사용자 편의성 향상
- 형태소 분석기 성능 고도화

### 텍스톰 6.0버전

###### 2022년 3월
- 2-mode 바로 선택하기 기능 추가
- 사전기반 감성분석의 단어 포함 원문 제공
- 문서기반 감성분석 모델 성능 제공
- 중심성분석 기능 추가

### 택스톰 SV

#### 2023년 8월
- UI/UX 변경
- 키워드 바로 편집 (정제) 기능 추가
- 글로벌 영문 서비스 오픈 (24년 2월)

### 텍스톰 24

#### 2024년 4월
- 한 · 영 · 중 서비스 통합
- UI/UX 변경
- 학술 (RISS) 및 요청채널 수집 기능 추가
- Mecab-IMC 형태소 분석기 제공
- 버블차트 · 시계열 분석 꺾은 선형 그래프 / 추세선 시각화 제공

## 특징

### 다국어 데이터 처리
텍스톰은 한글, 중국어, 영어 형태소 분석 및 자연어 처리 기술이 반영된 다국어 기반 솔루션이다. 현재 한국어, 중국어, 영어를 지원한다.

### 호환성 높은 데이터 결과 생성
텍스톰은 다양한 분석 프로그램(UCINet, NodeXL 등)에 대한 데이터 포맷을 지원한다. 1-mode, 2-mode 매트릭스와 유클리디언, 자카드, 코사인 값 등 다양한 형태의 값을 생성한다.

### 다채널 수집
텍스톰은 각종 웹 사이트, SNS 등 세분화된 채널에서 데이터 수집이 가능하므로 맞춤형 분석을 할 수 있다.

### 보유 데이터 처리
텍스톰은 수집 데이터를 처리하는 1-way와 업로드한 보유 데이터도 처리할 수 있는 2-way 정제 및 분석을 제공한다.

### 클라우드 서비스 제공
텍스톰은 웹 기반의 빅데이터 솔루션으로 데이터를 언제 어디서나 분석할 수 있다.

### 직관적인 시각화
텍스톰은 분석 값(Value)을 직관적으로 보여주고, 보고서 작성에 바로 사용 가능한 수준 높은 그래프와 차트를 제공한다.

## 주요 기능

### 수집
- 다양한 언어, 기간, 수집 채널 설정 가능
- 언어 : 한국어, 중국어, 영어
- 수집 채널 : 네이버, 다음, 구글, 바이두, CNKI, 시나 웨이보, 위챗, 샤오홍슈, 유튜브, 야후, Quorra, Reddit

### 저장
- 수집된 데이터의 정보 확인 및 저장 가능

### 정제
- 보유데이터 업로드를 통한 보유정제
- 적합한 형태소 분석기를 통한 정확한 정제
  - 한국어(Espresso K, MeCab), 영어(NLTK), 중국어(CPC)
- 텍스트마이닝의 다양한 결과 추출
  - Frequency, N-gram, TF-IDF, Degree Centrality, 개체명인식

### 매트릭스
- 매트릭스 데이터와 다양한 유사도 지수 제공
  - 1-mode, 2-mode 매트릭스
  - Frequency, Cosine coefficient, Correlation coefficient, Euclidean coefficient, Jaccard coefficient

### 시각화
- TF
  - 워드 클라우드, 바차트, 에고네트워크
- N-gram
  - 네트워크 그래프, 네트워크 워드트리, 1-way 워드트리
- Topic modeling(토픽 모델)
- 클러스터링
- 개체명인식
- 매트릭스 차트
- 감성분석
  - 단어별/문서별 감성 파이 차트, 감성분석 워드 클라우드

## 같이 보기
- Data science
- Network science
- Big data
- Social software
- Social web
- Social media mining
- Social network
- Social network analysis software
- Social networking service

## 텍스톰 활용 연구목록
- 장호찬, 박민경 (2020), Social media, media and urban transformation in the context of overtourism, International Journal of Tourism Cities
- 최지은 (2020), 키워드 네트워크 분석을 활용한 영유아 놀이 관련 연구동향 분석, 학습지중심교과교육학회
- 김샛별, 채정현 (2020), 2015 개정 고등학교 가정 교과서의 ‘생활문화’ 핵심개념 단원 분석, 학습지중심교과교육학회
- 서원석, 이강훈, 김석우 (2020), 유아교육재정에 대한 키워드 네트워크 분석: 빅데이터를 중심으로, 학습지중심교과교육학회
- 유효인, 문가영 (2020), 빅데이터를 통해 바라본 유아 창의성과 놀이에 대한 사회적 인식 네트워크 분석 연구, 학습지중심교과교육학회
- 안효선, 박민정 (2019), 패션 크리에이티브 디렉터 변화에 따른 디자인 연관 이슈 비교- 구찌 컬렉션에 대한 소셜미디어 게시글 분석을 중심으로 -, 한국의류산업학회지
- 이우승, 전상환 (2019), 빅데이터를 활용한 스포츠산업 연구개발(R&D) 사업의 트렌드 분석 , 한국스포츠학회
- 주소희, 이경은 (2019), 빅데이터를 활용한 조현병 인식에 관한 연구, 한국정신건강사회복지학회
- 강지연, 김수경, 노승국 (2019), 간호사의 직장 내 괴롭힘 관련 온라인 뉴스기사 댓글에 대한 토픽 모델링 분석, 한국간호과학회
- 이강훈 (2019), 빅데이터를 통해 살펴본 유아기 놀이성 증진 방향 탐색, 교육혁신연구
- 김미숙, 전상완 (2019), 문재인 정부의 남북체육정책에 대한 국내 언론 보도의 의미구조 분석, 한국스포츠학회
- 이건우, 유구종 (2019), 유아코딩로봇활동을 통한 협동적 문제해결학습 절차모형 구안, 한국열린유아교육학회
- 박성희, 이자원 (2019), 대통령 유엔총회 기조연설문 평화레토릭 비교분석 - 박근혜 대통령과 문재인 대통령 연설을 중심으로 -, 한국수사학회
- 백승헌, 김기탁 (2019), 빅데이터를 활용한 사회적 이슈와 소비행동 연구, 한국엔터테인먼트산업학과논문지
- 이후희, 황순영 (2019), 키워드 네트워크 분석을 통한 장애대학생 프로그램의 국내 연구동향 분석, 인하대학교 교육연구소
- 유지영, 김미경 (2019), 한국 전통춤과 K-pop 댄스의 융합 : 2018 MMA 방탄소년단 ‘IDOL’ 유튜브 댓글 분석, 한국엔터테인먼트산업학과논문지
- 서호준 (2019), 우리나라 국방정책의 핵심이슈 도출 -『2018 국방백서』에 대한 텍스트 네트워크 분석의 적용 -, 한국군사문제연구원
- 강은미 (2019), 빅데이터 분석을 활용한 SPA브랜드 인식변화에 관한 연구, 한국디자인문화학회지
- 강현철, 이창근, 손민수 (2019), 키워드 네트워크분석을 활용한 접경지역 이슈와 동향 탐색, 한국지적정보학회지
- 김지연, 이규혜 (2019), 의미 네트워크 분석을 활용한 세탁전문점에 대한 소비자 인식 연구, 복식문화학회
- 정권혁, 전익기 (2019), 텍스트 마이닝 기법을 활용한 프로야구 인식변화에 관한 빅데이터 분석, 한국체육과학회지
- 이나영, 최정환 (2019), 빅데이터 분석을 통한 밀키트에 대한 소비자 인식 조사, 한국외식산업학회지
- 이미나, 유숙경 (2019), 행복 및 안녕감 의미에 대한 빅 데이터 활용 기초연구, 예술인문사회 융합 멀티미디어 논문지
- 강주연, 이이든 (2019), 텍스트 마이닝을 활용한 ‘청소년상담1388’ 빅데이터 분석: 2011~2018 네이버 지식iN을 중심으로, 한국청소년상담복지개발원
- 한기향 (2019), 빅데이터 분석을 활용한 하이서울패션쇼에 대한 소비자 인식 조사, 한국패션비즈니스학회
- 김정민, 구아름 (2019), 대학 비교과 교육과정 인식 및 제고 방안 연구, 한국국제문화교류학회
- 오형근 (2019), 빅데이터 분석을 통한 태권도 인식변화 연구, 한국체육정책학회
- 황욱선 (2019), 빅데이터에 의한 철도관광 소비자 관심트랜드 분석, 한국호텔리조트학회
- 손용훈, 김용진 (2019), 인터넷 뉴스 데이터 텍스트 분석을 통해 본 우리나라 농촌다움에 대한 이미지 연구, 한국농촌계획학회
- 한기향 (2019), 빅데이터를 이용한 패션인플루언서에 대한 소비자 견해 분석, 디지털콘텐츠학회논문지
- 유구종, 김세헌 (2019), 영유아교육기관의 가정연계 디지털 운영관리 인터페이스 모형개발, 한국열린유아교육학회 학술대회 논문짐
- 박재상 (2019), 쌍용자동차 사태와 한국 언론의 정권별 보도태도 분석 - 텍스트마이닝 분석을 통해, 한국방송학회 학술대회 논문집
- 김두환, 박호정 (2019), 빅데이터와 텍스트마이닝 기법을 활용한 군사보안정책 탐구, 한국융합보안학회
- 김은이 (2019), 문재인 정부의 청년 일자리 대책 관련 신문 기사의 키워드 분석 : 〈조선일보〉와 〈한겨례〉 기사의 의미 연결망 분석을 중심으로, 경북대학교 사회과학연구원
- 유구종, 김은아 (2019), 아동 놀권리에 대한 신문기사 형태소 및 감성 분석, 한국열린육아교육학회
- 김미성, 서유빈, 김현정, 이혜련 (2019), 언어네트워크분석을 통한 지역특화컨벤션 육성 사업 비교 - 대구와 부산 사례를 중심으로 -, 한국관광학회
- 지윤호, 한장헌 (2019), 시멘틱 네트워크 분석을 활용한 생태관광 활성화 방안에 관한 연구, 대한관광경영학회
- 오현주, 김형란 (2019), 빅데이터 분석결과를 반영한 중국어 자기소개 교육 방향 고찰, 동아인문학회
- 문주영 (2019), SNS 빅데이터 분석을 통한 ‘비서’인식 연구, 한국비서학회
- 허준석, 이은정 (2019), 빅데이터를 이용한 패션 브랜드 평가 변화 추이 분석 - 구찌 브랜드를 중심으로 -, 한국복식문화학회
- 지윤호, 한장헌 (2019), 빅데이터 분석을 통한 다크투어리즘 인식 규명 연구, 한국관광레저학회
- 박경원 (2019), 빅데이터 분석을 통한 ‘성수동’에 대한 인식 조사, 한국상품문화디자인학회
- 김정현, 이진우 (2019), 언어 네트워크 분석을 통한 현대자동차의 기업 문화마케팅 변화 연구, 한국예술경영학회
- 박리나, 황해익, 이강훈 (2019), 유아기 인성교육에 대한 키워드 네트워크 분석: 빅데이터를 활용하여, 한국열린육아교육학회
- 신진영 (2019), 빅데이터를 활용한 한국 언론에서 형성된 인도 이미지 연구(2009년-2019년) - 네트워크 분석을 통한 뉴스 이슈를 중심으로 -, 한국외국어대학교 인도연구소
- 김용회, 한창근 (2019), ‘수저계급’ 관련 웹 뉴스 기사에 대한 의미연결망 분석, 한국사회복지학회
- 이소미 (2019), 빅데이터 분석을 통한 팜파티 방향 탐색에 관한 연구, 한국조리학회
- 이근명 (2019), 소셜 빅데이터를 활용한 사회복지 네트워크 분석, 비판과 대안을 위한 사회복지학회
- 허준석, 이은정 (2019), 패션 브랜드 연관 키워드 변화 추이에 관한 빅데이터 기반 탐색적 연구 - 브랜드별 주요 마케팅 전략과의 연계성을 중심으로 -, 한국복식문화학회
- 이미나, 김동일 (2019), 나눔문화 및 재능기부에 대한 의미 : 빅 데이터 활용 연구, 예술인문사회 융합 멀티미디어 논문지
- 김우경, 유지영 (2019), 텍스트 마이닝을 활용한 한국무용 연구주제 동향 분석, 한국엔터테인먼트산업학과논문지
- 한장헌, 서헌 (2019), 소셜 빅데이터 분석을 활용한 여수관광 인식 및 관광활성화 방안에 관한 연구, 한국관광레저학회
- 이혜미 (2019), 빅데이터 분석을 활용한 수원화성 관광 현황 연구 : 연도별 주요 키워드를 중심으로, 한국관광연구학회 관광연구저널
- 정권혁, 전익기 (2019), 텍스트 마이닝 기법을 활용한 고척스카이돔에 관한 빅데이터 분석, 한국체육과학회지
- 김병만 (2019), 빅데이터를 통해 바라본 유보통합의 사회적 인식 네트워크 분석, 교육혁신연구
- 유지영, 김지영, 백현순 (2019), 한국무형문화재 춤 연구의 계량서지학적 분석 : 서울지역 종목을 중심으로, 한국엔터테인먼트산업학과논문지
- 변대호 (2019), 한미간 스마트 물류를 대표하는 키워드 트렌드 비교연구, 국제e-비즈니스학회
- 신혜영, 정소영, 함유희, 장수연, 이금숙 (2019), 성신여대 주변 경제경관 변이과정과 한옥 상가 입점요인 분석, 대한지리학회 학술대회논문집
- 최재일 (2019), 골프장 캐디의 직무스트레스가 이직의도에 미치는 영향 : 감성지능의 조절효과 분석, 한국골프학회
- 최기재 (2019), 빅데이터 기법을 활용한 국내 ‘중국어교육’에 대한 사회 인식 연구, 중국어문학연구회
- 김태현, 김석우 (2019), 고교학점제 도입에 대한 사회적 인식의 빅 데이터 활용 특징적 요소 분석, 부산대학교 교육발전연구소
- 노승림 (2019), 팔길이 원칙의 이론과 현실 – 한국 문화정책 사례연구, 한국문화예술경영학회
- 김도훈, 차경진 (2019), AI 키즈폰의 소비자리뷰 분석을 통한 제품개선 전략에 대한 연구, 한국전자거래학회지
- 윤영일, 오익근 (2019), 중국인의 시각으로 바라본 한국관광 : 중국 대표 포털사이트 ‘바이두’의 빅데이터 분석, 관광경영학회
- 김정현 (2019), 언어 네트워크 분석을 활용한 국내 문화마케팅 변화 연구 : 현대자동차 기업문화마케팅을 중심으로, 한국문화예술경영학회
- 김예지, 김학선 (2019), 빅데이터 분석을 통한 디저트 카페 개념에 대한 탐색적 연구, 한국조리학회지
- 박흥식, 김주일 (2019), 공유숙박 서비스 기업의 감성분석을 통한 이미지 변화, 한국조리학회
- 임정우, 김종균, 고아랑, 이수광 (2019), 빅데이터 분석을 이용한 보은대추 언론보도 동향 분석: 텍스트마이닝과 의미연결망 분석을 중심으로, 한국지방정부학회 학술대회자료집
- 김수정, 이수진 (2019), 빅데이터 어휘 분석을 통한 브랜드 특징 연구 : 국내 생리대 브랜드를 중심으로, 한국디자인학회
- 정은진, 장은재, 조경애 (2019), 빅데이터를 통한 2016년의 다이어트 실태 분석, 한국식품과학회
- 장몽현, 김한수 (2019), 텍스트 마이닝을 활용한 주택가격 변동에 관한 연구, 한국주거학회논문집
- 박성욱 (2019), 빅데이터 기법을 활용한 Data Technology의 키워드 분석, 한국기술혁신학회 기술혁신학회지
- 장보윤, 왕용덕 (2019), 빅데이터 분석에 의한 골프장서비스와 골프장만족에 대한 인식 연구, 한국체육과학회지
- 박인준, 조성균 (2019), 빅데이터를 활용한 비인기 스포츠 종목에 대한 언론보도 분석 - 2018 평창올림픽 컬링 종목을 중심으로, 한국체육과학회지
- 이건우, 유구종 (2019), 3D프린터의 유치원 현장적용을 위한 빅데이터 분석 및 델파이 조사 분석, 한국열린유아교육학회
- 홍충선, 위주연 (2019), 관광지재생과 관광지이미지 변화 연구 : 텍스트마이닝을 중심으로, 관광경영학회
- 이정학, 이제문, 김후년 (2019), 소셜네트워크 빅데이터의 의미연결망 분석을 활용한 승부조작 키워드 분석, 국민체육진흥공단체육과학연구원
- 이효림 (2019), 유아교육 연구에서의 텍스트 네트워크 분석 활용 실태, 한국열린유아교육학회
- 박경열, 한혜림, 최승담 (2019), 빅데이터를 활용한 사드 배치 전후 중국관광객의 한국관광 인식 변화 비교, 한국관광레저학회
- 최연실 (2019), 비혼성인자녀-부모 동거에 관한 웹 문서의 의미구조 분석과 가족치료적 함의, 한국가족치료학회
- 김민선, 구철회, 손병덕 (2019), 텍스트마이닝(Text Mining)을 통한 교육복지우선지원사업의 효과성 인식에 관한 연구, 한국청소년학회 청소년학연구 제26권 제2호
- 이지영, 김성원 (2019), 키워드 네트워크 분석을 통한 보육교사 소진 관련 연구동향 분석, 학습자중심교과교육학회
- 한장헌 (2019), 비정형 빅데이터 분석을 활용한 테마파크 인식 및 마케팅 활성화 방안에 관한 연구, 한국상품학회
- 반현정, 김학선 (2019), 트립어드바이저 리뷰 분석을 통한 부산지역 레스토랑 인식에 관한 연구 1 : 영문 리뷰를 중심으로, 한국조리학회지
- 심영숙 (2019), 온라인 기사 댓글을 통해 살펴본 유아 영어교육 인식, 사회언어학
- 강소영, 왕학 (2019), 소셜미디어 빅데이터 분석을 활용한 농촌체험관광 실태와 인식변화, 여가관광연구
- 김기탁 (2019), 소셜네트워크 분석의 빅데이터를 활용한 2019세계수영선수권 대회의 국내 인식조사, 한국엔터테인먼트산업학회논문지
- 김경섭 (2019), 빅데이터를 활용한 스크린골프 네트워크 중심성 지수 비교 연구, 골프연구
- 임승재, 이재문 (2019), 빅데이터 분석을 활용한 골프관광 현황 및 인식 연구, 골프연구
- 반현정, 전재균 (2019), 빅데이터 분석을 통한 부산의 특급호텔과 비즈니스호텔의 의미연결망 분석에 관한 연구, Culinary Science & Hospitality Research
- 황영진, 김지수, 배건환, 황상현, 박민호, 노형규 (2019), 평창 동계올림픽 및 평창 동계패럴림픽에 대한 기간별 소셜 미디어의 관심도 차이 분석, 한국특수체육학회지
- 전상완 (2019), 언어네트워크 분석 방법을 활용한 ‘스포츠윤리’ 연구동향 분석, 한국스포츠학회지
- 이재문, 김재환 (2019), 빅데이터 분석을 활용한 스포테인먼트 현황 및 전략 분석 연구, 한국스포츠학회지
- 김미숙, 전상완 (2019), 빅데이터 텍스트마이닝 분석을 통한 스포츠정책 변화 추이 : 문화체육관광부 장관 취임사를 중심으로, 한국스포츠학회지
- 전혜영 (2019), 빅데이터를 통해 살펴본 장애인고용 동향분석: SNS와 온라인 뉴스를 중심으로, 한국장애인고용촉진공단
- 문미경, 박상희 (2019), 중년여성 생애설계에 대한 의미 : 빅 데이터를 활용하여, 예술인문사회 융합 멀티미디어 논문지
- 윤은경, 박상희 (2019), 빅데이터에 나타난 청소년 생애설계에 대한 의미분석, 예술인문사회 융합 멀티미디어 논문지
- 조윤설, 조택연 (2019), 밀레니얼 세대의 공간 소비에서 나타난 특징 분석, 한국디자인문화학회지
- 박상훈, 이희정 (2019), 도시 공간 변화에 따른 전통시장 소비자 인식변화 연구, 부동산학보
- 허준석 (2019), 빅 데이터를 활용한 패션 브랜드 웹기반 소비자 평가 트렌드 추이 분석, 국민대학교
- 배희분, 최연실 (2019), 한국 가족치료연구에서의 단일사례 연구 분석 -『한국가족치료학회지』와 『가족과가족치료』 게재 논문을 중심으로-, 한국가족치료학회지
- 김새록, 김주연 (2019), 텍스트마이닝을 통한 국내 전시회의 관람 동기 분석 연구, 한국공간디자인학회논문집
- 조윤설, 조택연 (2019), 서울형 도시 재생 활성화 대상지의 장소성 빅 데이터 분석, 기초조형학연구
- 김은주 (2019), 빅데이터를 활용한 ‘기내안전’ 네트워크 분석, Korean Journal of Tourism Research
- 김용진, 손용훈 (2018), 뉴스데이터의 LDA 토픽 분석을 통한 장수군 농촌지역 활성화 사업의 특징 - 관광 · 생활 키워드를 중심으로 -, 농촌계획
- 우경숙, 서주환 (2018), 빅데이터를 활용한 공원 이용행태의 시계열분석 - 올림픽공원을 대상으로 -, 한국조경학회지
- 이성희, 손용훈 (2018), 소셜미디어 데이터를 활용한 태안해안국립공원 방문객의 경관인식 파악 - 꽃지해수욕장․신두리해안사구․만리포해수욕장을 대상으로 -, 한국조경학회지
- 박상훈, 이희정 (2018), 소셜 빅데이터를 이용한 전통시장 활성화 요인 도출 연구 - 서울시 망원시장과 수유시장을 대상으로, 서울도시연구
- 전남희, 조원일 (2018), 유투브(You Tube)에 나타난 노인여가 프로그램의 영역별 대상과 기능적 요소 분석 : 레크리에이션, 치료레크리에이션, 놀이치료, 한국여가레크리에이션학회지
- 이아름, 이진화 (2018), 빅데이터를 활용한 골프웨어에 관한 인식 연구, 한국의류산업학회지
- 조윤희, 한장헌 (2018), 소셜 빅데이터를 활용한 외식 소비자들의 호텔 레스토랑 인식에 관한 연구, 외식경영연구
- 조성환 (2018), 키워드 네트워크 분석 방법을 활용한 블록체인 트렌드 분석에 관한 연구, 한국정보전자통신기술학회 논문지
- 안지현 (2018), 한국의 젠트리피케이션 이슈에 대한 의미연결망분석 : 2007년부터 2018년까지의 국내 웹 뉴스 자료를 중심으로, 한국지역개발학회지
- 류재율 (2018), 한국어 국외보급 전략 연구 : 빅데이터를 활용한 네트워크 분석을 중심으로, 부산외국어대학교
- 최수정 (2018), 빅데이터 감성분석을 통한 프로농구 발전 방안 모색, 숙명여자대학교
- 이경민 (2018), 소셜 빅데이터를 활용한 국내 치매 대응 전략에 대한 연구, 청주대학교
- 정순여, 김대훈, 양인하 (2018), 제주도 들불축제에 대한 소셜미디어 사용자들의 인식에 관한 연구 :빅데이터 분석을 통한 접근, 탐라문화
- 백승헌, 김기탁 (2018), 소셜 네트워크의 빅데이터 분석을 이용한 골프연습장 인식변화, 한국골프학회
- 이수희, 박득희, 김맹선 (2018), 소셜 빅데이터 분석을 활용한 제주도 관광 인식에 관한 연구 - 한한령 이전과 이후 비교, 한국관광레저학회
- 이정학, 임승재, 김성용 (2018), 소셜 네트워크를 활용한 프로배구 키워드분석, 한국체육과학회
- 이소현, 서현진 (2018), 중고 의류상품에 대한 소비자 인식 - 네트워크 분석적 접근, 한국의상디자인학회
- 한장헌, 조윤희 (2018), 빅데이터 분석을 통한 아쿠아리움 인식에 관한 연구, 한국관광레저학회
- 김민형, 황영현 (2018), 빅데이터를 활용한 관광분야 사회적기업 인식에 관한 연구 - 관광분야 사회적기업과 일반 사회적기업의 비교를 중심으로, 한국관광레저학회
- 안효선, 박민정 (2018), 빅데이터 텍스트 분석을 기반으로 한 패션디자인 평가 연구 -디자인 속성과 감성 어휘의 의미연결망 분석을 중심으로-, 한국의류학회
- 백승헌, 김기탁 (2018), 소셜 네트워크의 빅데이터 분석을 통한 프로야구 인식변화 - 기아타이거즈를 중심으로, 한국웰니스학회
- 안명숙 (2018), 빅데이터를 활용한 다문화 핵심단어 및 네트워크 분석, 융복합지식학회
- 김재환, 이재문 (2018), 텍스트 마이닝과 오피니언 마이닝 분석을 활용한 국내외 스포츠용품 브랜드 비교 · 분석 연구, 한국콘텐츠학회
- 차민경 (2018), 현대 한국 여성의 여가문화에 대한 담론 변화 연구 - 1960-2010년대 신문 기사의 의미연결망 분석을 중심으로, 한국문화경제학회
- 황상원 (2018), 빅데이터에 의한 농촌 환경 의료 관심 트랜드 분석, 대한의료커뮤니케이션학회
- 이운해, 박효찬, 박한우 (2018), 소셜 빅데이터를 활용한 페이스북 이용자들의 반응과 관계 분석 : - 취미레저를 중심으로 -
- 김동영, 김진병 (2018), 빅데이터로 본 민선7기 지방선거의 의미, 전북연구원 이슈브리핑
- 김찬우, 정병기 (2018), 촛불 집회와 태극기 집회를 둘러싼 정국 인식: 온라인 뉴스 댓글에 대한 빅데이터 분석, 예술인문사회 융합 멀티미디어 논문지, ISSN 2383-5281
- 박상훈 (2018), 빅데이터 감성정보 추출을 통한 도심부 활성화 요인 분석 연구 : - 서울의 도심부 전통시장을 중심으로, 서울시립대학교 일반대학원
- 김동석 (2018), 빅데이터 분석 기법을 활용한 도서관발전종합계획 동향 분석, 건국대학교 대학원
- 김봉제 (2018), Big Data 분석을 통한 한국사회의 도덕·윤리 용어 사용 특성 연구, 한국도덕윤리과교육학회
- 정은진, 장은재 (2018), 빅데이터를 통한 2010년과 2015년의 다이어트 실태 비교 및 분석, 대한지역사회영양학회지, ISSN 2287-1624
- 권소영, 박지수, 이재림 (2018), 의미 네트워크 분석을 활용한 양육스트레스 관련 국내 학술지 연구의 동향 분석, 한국가정관리학회
- 강욱건, 고의석, 이학래, 김재능 (2018), 빅데이터 분석을 통한 패키징에 대한 소비자의 주요 인식 조사 - 텍스트 마이닝과 의미연결망 분석을 중심으로 -, 한국융합학회논문지, ISSN 2233-4890
- 김종선 (2018), 텍스트 마이닝을 통한 패션 스트리밍 서비스 인식에 관한 연구 - 프로젝트 앤 사례를 중심으로 -, 한국패션디자인학회지, ISSN 1598-3749
- 이재문 (2018), 소셜 빅데이터를 활용한 올림픽 태권도 감성분석, 국기원태권도연구, ISSN 2093-6753
- 김용희, 주지예 (2017), 정책모호성과 제한적 합리성하의 규제수용성 연구 : 전기안전규제를 중심으로, 한국규제학회
- 황희선 (2017), 國語 連結語尾의 텍스트적 意味 硏究, 중앙대학교 대학원
- 이정학, 이재문, 장용석 (2017), 소셜 네트워크 빅데이터 분석을 활용한 2018 평창올림픽 키워드 분석, 한국스포츠산업경영학회지, ISSN 1229-8514
- 오창우 (2017), 한국에서의 사회갈등 논의의 의미연결망 분석 : 주요 포탈에서의 핵심어간 네트워크를 중심으로, 정치커뮤니케이션 연구, ISSN 1738-5407
- 이정학, 이재문, 김재환, 김형근 (2017), 소셜미디어 빅데이터 분석을 활용한 해양스포츠 인식변화, 한국스포츠산업경영학회지, ISSN 1229-8514
- 이동환, 강내원, 전종우 (2017), SNS를 통한 시민 사회운동의 공론화 과정, 사이버 커뮤니케이션 학보
- 최도식 (2017), 빅데이터 분석 교육의 문제점과 개선 방안 - 학생 과제 보고서를 중심으로, 한국융합학회논문지 ISSN 2233-4890
- 이정학, 이재문, 김욱기, 김형근 (2017), 빅데이터 텍스트마이닝 분석을 통한 수영복 인식에 관한 연구, 체육과학연구, ISSN 1598-2920
- 양지윤, 김주연 (2017), 텍스트마이닝을 통한 웨일즈 밀레니엄 센터 건축의 대중적 인식에 관한 연구, 한국공간디자인학회논문집, ISSN 1976-4405
- 윤영일, 하동현 (2017), 소셜미디어 빅데이터 분석을 통한 비즈니스호텔의 인식 연구, 경영교육연구
- 황욱선 (2017), 빅데이터에 의한 해상관광의 관심 트랜드 분석, 한국호텔리조트학회지, ISSN 1598-7760
- 황욱선, 민정기 (2017), 빅데이터 활용에 의한 리조트 관광객의 소비성향 분석, 한국호텔리조트학회지, ISSN 1598-7760
- 윤영일, 오익근 (2017), 소셜 네트워크 분석을 통한 국민의 관광에 대한 인식 변화 연구, 관광경영연구, ISSN 1229-0610
- 김학선 (2017), 전시컨벤션센터 식품박람회와 관련된 빅데이터의 의미연결망 분석, 한국조리학회지 ISSN 1229-5582
- 박한솔 (2017), 이민과 범죄의 관계에 대한 연구 : 서울시 5대 강력범죄를 중심으로, 성균관대학교 국정전문대학원
- 한혜림 (2017), 빅데이터 분석을 통한 중국 관광시장의 한국 관광 인식 분석, 한양대학교 국제관광대학원, ISSN 2508-7029
- 유흔 (2017), 흥행 영화의 온라인 구전에 대한 내용분석 : 2015년~2016년 중국에서 개봉된 영화를 중심으로, 성균관대학교 일반대학원
- 김은덕 (2017), 2000년 이후 패션 전문 사이트에 나타난 인간공학적 패션디자인에 관한 연구, 이화여자대학교 대학원
- 신지영, 박수지, 채은경 (2017), 관광 젠트리피케이션과 장소 이미지 변화 비교 연구 : 이화벽화마을을 대상으로 텍스트마이닝 기법 적용, 한국관광학회
- 이재문, 이정학, 김민준 (2017), 빅데이터 분석을 활용한 스키리조트 인식 연구, 한국체육학회지 ISSN 2508-7029
- 박상훈, 이희정 (2017), 사회네트워크 텍스트 분석을 통한 전통시장 인식 변화에 관한 연구, 주택도시연구
- 박상훈, 이희정 (2017), 텍스트 네트워크 분석을 통한 전통시장 활성화 정책의 영향력 분석 연구, 주택도시연구
- 윤을요 (2017), 국내 패션업계의 빅 데이터 활용에 관한 고찰, 한국상품문화디자인학회 논문집
- 장수희, 전희주, 조인호, 김동환 (2017), 비정형 농업기상자료를 활용한 배추 도매가격 예측모형 연구, 한국데이터정보과학회지
- 김봉제 (2017), 텍스트마이닝을 활용한 학부모 기사 분석, 서울대학교 생활과학연구소
- 조과하 (2016), 전문가와 일반인의 영화 리뷰에 나타난 영화 속성 용어 및 감정 어휘의 특성에 관한 연구 : 시나 웨이보(Sina Weibo)를 중심으로, 성균관대학교 대학원
- 장미화, 윤영일 (2016), 소셜 미디어 빅데이터 분석을 통한 캠핑에 대한 정부 정책과 국민들의 인식 변화 연구, 觀光硏究, ISSN 1226-2501
- 안명숙, 민용기 (2016), 5성급 호텔 이용에 대한 동기 빅데이터 분석: 동기이론 Push-Pull factor를 중심으로, 觀光硏究, ISSN 1226-2501
- 김보경, 한상일 (2016), SNS를 활용한 레저스포츠 트렌드 분석, 여가학연구, ISSN 2233-8179
- 김호경, 권기석, 서상호 (2016), 예능프로그램 자막의 특성과 수용자 인식에 미치는 영향 : JTBC 텍스트 분석, 한국콘텐츠학회지
- 안효선, 이인성 (2016), 디자인 분야에서 빅데이터를 활용한 감성평가방법 모색 : 한복 연관 디자인 요소, 감성적 반응, 평가어휘를 중심으로, 한국의류학회지, ISSN 2234-0793
- 방창석, 백광호 (2016), 소셜미디어에서 관찰되는 Helicobacter pylori에 대한 정보의 특성 및 전달방식 분석, 대한헬리코박터및상부위장관연구학회, ISSN 1738-3331
- 김동식, 김영택, 박수범, 우영지, 동제연, 정지원 (2016), 보건의료와 출산 간의 연계성에 관한 거시-미시 접근, 한국보건사회연구원 연구보고서 {{ISBN|979-11-87948-02-5}}
- 한국방송학회 (2016), 청소년 유해정보 필터링 S/W 이용 실태 조사, 방송통신심의위원회 연구보고서, {{ISBN|979-11-87948-02-5}}
- 김보경, 김미경 (2015), 크루즈 관광 관련 이슈에 대한 키워드 네트워크 분석, Tourism Research, ISSN 1229-571X
- 안명숙, 오익근 (2015), 네트워크 텍스트 분석 기법을 적용한 특급호텔 패키지 이용에 대한 태도 분석 : 포털사이트 활용, 觀光硏究, ISSN 1226-2501
- 차민경 (2015), 국내 언론에 나타난 '예술경영' 관련 이슈의 의미연결망 분석 : 1990년부터 2014년까지 국내 일간지 기사 분석을 중심으로, 문화정책논총, ISSN 1738-1258
- 손기준, 조인호, 김찬우, 전채남 (2015), 하둡 기반 빅데이터 수집 및 처리를 위한 플랫폼 설계 및 구현, 한국콘텐츠학회
- 정우락, 백두현, 김하수, 천정환, 김용규, 배준영 외 7명 (2015), 문화어문학이란 무엇인가 p.262, 커뮤니케이션북스, {{ISBN|9791130440460}}
- 임서현, 채찬들, 홍성진 (2015), 민간 정보이용 수요에 대응한 대중교통 공공데이터셋 표준화 방안 연구, 한국교통연구원 연구보고서, ISBN 978-89-5503-788-3 93530
- 김해원, 전채남 (2014), 빅데이터를 활용한 콘텐츠 제작방안에 관한 탐색적 연구 : TV홈쇼핑을 중심으로, 사이버커뮤니케이션학보, ISSN 1598-5733
- 서일원, 전채남, 이덕희 (2013), 시맨틱 네트워크 분석을 이용한 원천기술 분야의 잠재적 기술수요 발굴기법에 관한 연구, 기술혁신연구, ISSN 1598-1347